# Obviously
"Obviously" ("Obviamente", em inglês) é o segundo single da banda britânica McFly, lançado em 21 de junho de 2004 pela Island Records. A canção, que foi composta por Tom Fletcher, Danny Jones e pelo ex-Busted James Bourne, alcançou a posição #1 no UK Singles Chart, vendendo 42.000 cópias na primeira semana.
O CD single da canção contém a gravação de um cover da canção "Help!", dos Beatles, além de uma entrevista feita por fãs da banda.

## Faixas e formatos
| N.º | Título         | Duração |  |
| 1.  | "Obviously"    | 3:17    |  |
| 2.  | "Get Over You" | 1:44    |  |

| N.º | Título                   | Duração |  |
| 1.  | "Obviously"              | 3:17    |  |
| 2.  | "Help!"                  | 2:20    |  |
| 3.  | "Obviously" (remix)      | 3:03    |  |
| 4.  | "Entrevista, parte 1"    | 7:05    |  |
| 5.  | "Obviously" (videoclipe) | 3:17    |  |

| N.º | Título                | Duração |  |
| 1.  | "Obviously"           | 3:17    |  |
| 2.  | "Entrevista, parte 2" |         |  |

## Vídeo musical
O vídeo musical da canção mostra os membros da banda trabalhando como carregadores de tacos em um campo de golfe, onde estão presentes os personagens mencionados na canção: uma garota pela qual o cantor é apaixonado e seu namorado. Essas cenas são alternadas com imagens da banda se apresentando em um salão. 

## Paradas musicais
| Parada (2004)       | Melhor posição |
| ------------------- | -------------- |
| UK Singles Chart    | 1              |
| Irish Singles Chart | 14             |

### Paradas de final de ano
| Parada (2004)        | Posição |
| -------------------- | ------- |
| UK Chart of the Year | 42      |